# 维纳 (滨海夏朗德省)
维纳是法国滨海夏朗德省的一个市镇，位于该省东部偏北，属于圣让当热利区。该市镇总面积9.19平方公里，2009年时的人口为61人。
维纳是该省海滨最高的市镇，约160米。

## 人口
维纳（Vinax）人口变化图示